# Spectacle industriel
Un spectacle industriel est un spectacle vivant mettant en scène les outils, les machines, les produits et les process, ainsi que l’ensemble des personnels d’un site industriel. Il est réalisé au sein du lieu de production, et, quand cela est possible, sans en arrêter le fonctionnement.

## Histoire
Le concept de spectacle industriel a été inventé par Gérard Bouthemy dans les années 1980.
Il s'agit alors de mettre l’industrie en scène en transformant les inaugurations, les visites d’usines ou les séminaires d’entreprises en véritables évènements, inoubliables, sensoriels, émotionnels et terriblement spectaculaires.
Les premiers spectacles industriels voient le jour en 1987 en France, à Montataire dans l'Oise, chez Cisatol, usine du groupe Sollac.

## Description

### Objectifs des spectacles industriels
Les spectacles industriels sont des outils de communication; ils permettent de contribuer à l’image de marque d’une entreprise, et de mettre en valeur le travail des hommes, la performance des machines et la richesse des produits, tout en étant originaux et pour chacun dans un thème inédit.
Les spectacles industriels peuvent être réalisés à l’occasion de célébrations très diverses : journées portes ouvertes, anniversaires, inaugurations, obtention de certifications, etc.

### Mise en scène
Le spectacle industriel consiste à créer l’opéra à l’usine, où les danseurs sont les outils et les personnels de la production les acteurs, les artistes.
Le spectacle industriel met en scène l'ensemble des outils, des machines, des produits et des personnels d’un site industriel, dans un spectacle de son et lumière, de pyrotechnie et d'effets spéciaux, en impliquant l’ensemble des personnels de l’entreprise, de l’ouvrier, aux directeurs et PDG.
Les spectacles industriels sont destinés à un public en lien avec les entreprises dans lesquelles ils sont réalisés : le personnel de l’entreprise et sa famille, les clients, ainsi que des personnalités du monde économique ou des médias régionaux ou nationaux,.

### Préparatifs
La mise en place d’un spectacle industriel nécessite des préparatifs minutieux, des visites des lieux, pour des repérages très précis, à la prise en compte des problématiques de sécurité et de logistique, en passant par la communication avec l’ensemble des personnels et services de l’entreprise. Ces préparatifs peuvent nécessiter plusieurs mois; en effet, les acteurs étant les personnel de l’entreprise, ils sont souvent peu habitués au jeu de scène, et il faut compter jusqu’à 2 semaines de répétition pour 15 minutes de spectacle.

## Les spectacles industriels réalisés
De nombreux domaines industriels ont ainsi été mis en scène : sidérurgie, imprimerie, textile, gaz, bagagerie, parfumerie, matériels industriels (câbles, armatures, profilés aluminium, chariots élévateurs), automobile, matériaux de construction, découpage métal, logistique et transport, cartonnerie, cimenterie, conserverie, industrie navale, chimie.
En particulier, des spectacles industriels ont été mis en place dans les entreprises ci-dessous :
- Cisatol à Montataire (en 1987) : Hommage à la bobine
- Sollac à Dunkerque (en février 1989) : Millionième bobine. Spectacle chorégraphique mettant en scène des ponts de 40 tonnes qui transportent des bobines de plusieurs tonnes, dans un son et lumière où les artistes sont les personnels de production[2], sur le thème d’une parodie d’enfantement : l’atelier pour salle d’accouchement, les ponts sont les parents et les hommes sont les accoucheurs.
- Delsey à Montdidier puis à Vailly-sur-Aisne (en juin 1989) : Sons et lumières[11]. Reproduction d'un hall d'aéroport, de ses activités, et d'un musée du bagage.
- Cisatol à Mardyck : comédie musicale sur un podium en acier, avec les ouvriers comme acteurs[5], le tout sur fond music hall américain des années 50, avec une troupe de claquettistes[6].
- Ciments d’Origny à Biache-Saint-Vaast (en septembre 1990) : inauguration d’une nouvelle ligne d'ensachage[8], avec arrivée en direct au cœur de l'usine de la locomotive et des wagons à charger.
- SAPEC à Breuil-le-Sec : inauguration d’un nouvel entrepôt : explosive prestation chorégraphique sur fond de laser[9] et ballet de chariots élévateurs et d'engins lourds sur péplum musical (1200 invités).
- Gorse à Mehun-sur-Yèvre (en mai 1992) : un spectacle sur le thème du fil d’Ariane[12], avec un circuit de plus de 700 mètres dans l'antre du Minotaure.
- Kaysersberg à Saint-Just-en-Chaussée (en 1994) : visite d’usine sur le thème d’un voyage dans l’espace[13], à l'occasion de l'obtention de la certification Iso 9000[14],[15], et avec la reproduction d'une cathédrale en bobines de papier pour faire office d'espace spatial de réception finale.
- Montupet à Nogent-sur-Oise (en juin 1995) : journée portes ouvertes à l’occasion des 100 ans de la fonderie[16]. Reconstitution de Fort Knox et de ses lingots d'or, dans le bâtiment emblématique construit par Gustave Eiffel.
- Beauvais International à Beauvais (en janvier 1996) : inauguration d’une nouvelle plateforme logistique[17].
- Bonduelle à Warluis[6] : vingtième campagne célébrée au milieu des millions de boîtes de conserves prêtes à être remplies !
- Still-Saxby à Villepinte[6] : union des deux entreprises sur le thème du mariage dans un ballet de chariots élévateurs et de soirée de fête nuptiale. Danses d'engins menées au fouet.
- Qualifer à Rieux[6] : lancement de structures métalliques pour des chantiers de travaux publics spécifiques.

## Principaux metteurs en scène de spectacles industriels
- Gérard Bouthemy : inventeur du concept de spectacle industriel, il a réalisé 37 spectacles entre 1987 et 2006, dont 23 entre 1987 et 1992[7].